# Thomas và những người bạn
Thomas và những người bạn (Tiếng Anh: Thomas and friends) là bộ phim hoạt hình nhiều tập dành cho trẻ em nổi tiếng của nước Anh, bắt đầu sản xuất từ ngày 9 tháng 10 năm 1984 đến hết ngày 20 tháng 1 năm 2021. Bộ phim liên tục được sản xuất qua 24 mùa với 584 tập, mỗi tập có thời lượng trung bình khoảng từ 10 đến 12 phút.
Tại Việt Nam, phim được mua bản quyền và trình chiếu trên kênh HTV3 và K+ Kids.

## Các tập phim

Thomas

James

Percy

Emily

### Mùa 1 (1984)
- Số tập: 26.
- Đạo diễn: David Mitton.
- Sản xuất: Britt Allcroft, David Mitton, Robert D. Cardona.
- Sáng tác: Britt Allcroft, David Mitton.
- Đọc lời: Ringo Starr.

### Mùa 2 (1986)
- Số tập: 26.
- Đạo diễn: David Mitton.
- Sản xuất: Britt Allcroft, David Mitton, Robert D. Cardona.
- Sáng tác: Britt Allcroft, David Mitton.
- Đọc lời: Ringo Starr.

### Mùa 3 (1990)
- Số tập: 26.
- Đạo diễn: David Mitton.
- Sản xuất: Britt Allcroft, David Mitton.
- Sáng tác: Britt Allcroft, David Mitton.
- Đọc lời: Michael Angelis, George Carlin.

### Mùa 4 (1995)
- Số tập: 26.
- Đạo diễn: David Mitton.
- Sản xuất: Britt Allcroft, David Mitton.
- Sáng tác: Britt Allcroft, David Mitton.
- Đọc lời: Michael Angelis, George Carlin.

### Mùa 5 (1998)
- Số tập: 26.
- Đạo diễn: David Mitton.
- Sản xuất: Britt Allcroft, David Mitton.
- Sáng tác: Britt Allcroft, David Mitton.
- Đọc lời: Michael Angelis, Alec Baldwin.

### Mùa 6 (2002)
- Số tập: 26.
- Đạo diễn: David Mitton.
- Sản xuất: Britt Allcroft, David Mitton.
- Sáng tác: David Mitton, Various.
- Đọc lời: Michael Angelis, Alec Baldwin.

### Mùa 7 (2003)
- Số tập: 26.
- Đạo diễn: David Mitton.
- Sản xuất: Britt Allcroft, David Mitton.
- Sáng tác: David Mitton, Various.
- Đọc lời: Michael Angelis, Michael Brandon.

### Mùa 8 (2004)
- Số tập: 26.
- Đạo diễn: Steve Asquith.
- Sản xuất: Britt Allcroft, David Mitton, Simon Spencer.
- Sáng tác: Various.
- Đọc lời: Michael Angelis, Michael Brandon.

### Mùa 9 (2005)
- Số tập: 26.
- Đạo diễn: Steve Asquith.
- Sản xuất: Britt Allcroft, Simon Spencer.
- Sáng tác: Various.
- Đọc lời: Michael Angelis, Michael Brandon.

### Mùa 10 (2006)
- Số tập: 28.
- Đạo diễn: Steve Asquith.
- Sản xuất: Britt Allcroft, Simon Spencer.
- Sáng tác: Various.
- Đọc lời: Michael Angelis, Michael Brandon.

### Mùa 11 (2007)
- Số tập: 26.
- Đạo diễn: Steve Asquith.
- Sản xuất: Britt Allcroft, Simon Spencer.
- Sáng tác: Various.
- Đọc lời: Michael Angelis, Michael Brandon.

### Mùa 12 (2008)
- Số tập: 20.
- Đạo diễn: Steve Asquith.
- Sản xuất: Britt Allcroft, Simon Spencer.
- Sáng tác: Various.
- Đọc lời: Michael Angelis, Michael Brandon, Pierce Brosnan.

### Mùa 13 (2010)
- Số tập: 20.
- Đạo diễn: Greg Tiernan.
- Sản xuất: Britt Allcroft, Nicole Stinn.
- Sáng tác: Various.
- Đọc lời: Michael Angelis, Michael Brandon.

## Nội dung
Bộ phim xoay quanh đời sống thường ngày của những đầu máy tàu hỏa trên một hòn đảo gọi là Sodor (theo như trong phim thì đó là một hòn đảo ở Tây Nam nước Anh) từ cuối thế kỷ 19 đến giữa thế kỷ 20. Nhân vật chính xuyên suốt hầu hết các tập phim đó là một đầu máy hơi nước năng động, vui vẻ, tháo vát và cần mẫn được đặt tên là Thomas.

## Các nhân vật

### Các đầu máy chính ở nhà để xe Tidmouth
- Thomas (Thomas the Tank Engine, số 1)
- Edward (Edward the Blue Engine, số 2)
- Henry (Henry the Green Engine, số 3)
- Gordon (Gordon the Big Engine, số 4)
- James (James the Red Engine, số 5)
- Percy (Percy the Little Engine, số 6)
- Toby (Toby the Tram Engine, số 7)
- Emily (Emily the Female Engine, số 8)

Những đầu máy này hợp thành một đội quân đầu máy hơi nước lấy tên là Đội quân nồi hơi chuyên nghiệp (The Steam Team)

### Các đầu máy làm việc chính ở mỏ đá
- Fergus
- Bill và Ben
- Diesel

### Các đầu máy làm việc ở Skarloey Railway
- Rusty
- Duncan
- Skarloey
- Peter sam
- Sir Handel
- Rheneas

### Các đầu máy khác
- Harvey
- Salty
- Duck
- Arry và Berts
- Donald và Douglas
- Peter Sam
- Arthur
- Oliver

### Các nhân vật khác
- Annie và Clarabel
- Terence
- Victor
- Elizabeth
- Ngài Topham Hatt (tên thường gọi là Giám đốc béo)
- Harold
- Bác nông dân McColl

### Trang web chính thức
- Website chính thức
- Awdry Family Site Lưu trữ ngày 13 tháng 5 năm 2012 tại Wayback Machine

### Trang khác
- Thomas and Friends tại TV.com
- Thomas the Tank Engine and Friends trên Internet Movie Database